# Botella de los músicos
La botella de los músicos es un recipiente cerámico califal que data del siglo X. Fue encontrada en el año 1950 durante unas obras en la calle Alfonso X el Sabio de la ciudad de Córdoba. Actualmente se conserva en el Museo Arqueológico y Etnológico de Córdoba.

## Descripción
La botella, decorada en verde y manganeso, no se encuentra en buen estado de conservación, pero resulta una pieza singular por la representación pictórica de humanos a
pesar de que la ley islámica lo prohíbe; dicha decoración muestra varios personajes tocando diferentes instrumentos musicales, de ahí el nombre dado a la pieza.